# (14537) Týn nad Vltavou
(14537) Týn nad Vltavou, désignation internationale (14537) Tyn nad Vltavou, est un astéroïde de la ceinture principale.

## Description
(14537) Tyn nad Vltavou est un astéroïde de la ceinture principale. Il fut découvert le 10 septembre 1997 à l'Observatoire Kleť par Miloš Tichý et Zdeněk Moravec. Il présente une orbite caractérisée par un demi-grand axe de 2,54 UA, une excentricité de 0,19 et une inclinaison de 13,0° par rapport à l'écliptique.

## Compléments